# Louis Gomis (football, 1971)
Pour les articles homonymes, voir Louis Gomis.
Louis Gomis est un footballeur français d'origine sénégalaise né le 6 novembre 1971 à Marseille (Bouches-du-Rhône). Il évoluait au poste de défenseur latéral gauche .

## Biographie
Il est formé et fait carrière à l'OGC Nice, club avec lequel il remporte la Coupe de France en 1997. 
Il est ensuite transféré à Bordeaux où il joue très peu. 
Il évolue également à Toulouse pendant deux saisons mais n'y trouve pas une place de titulaire.
Au total, Louis Gomis dispute 78 matchs en Division 1 et 48 matchs en Division 2.

## Carrière
- 1990-1997 :  OGC Nice
- 1997-1999 :  Girondins de Bordeaux
- 1999-2001 :  Toulouse FC[1]

## Palmarès
- Champion de France de Division 2 en 1994 (avec l'OGC Nice)
- Vainqueur de la Coupe de France 1997 (avec l'OGC Nice)